# Neuville-en-Ferrain
Neuville-en-Ferrain ist eine französische Stadt mit 10.125 Einwohnern (Stand: 1. Januar 2022) im Nord in der Region Hauts-de-France. Die Einwohner werden Neuvilloise genannt.

## Geografie
Die Stadt Neuville-en-Ferrain liegt im Ballungsraum von Lille, unmittelbar an der belgischen Grenze. Nachbargemeinden sind Mouscron (Belgien) im Norden und Osten, Tourcoing im Süden, Roncq im Westen und Halluin im Nordwesten. Durch das nordöstliche Stadtgebiet führt die Autoroute A22.

## Geschichte
Die Ursprünge des Ortes gehen auf das 11. Jahrhundert zurück. Mit dem Vertrag von Aachen wurde der Ort 1668 französisch. Seit 1820 ist Neuville-en-Ferrain Grenzort zu Belgien.

## Bevölkerungsentwicklung
| Jahr                       | 1962 | 1968 | 1975 | 1982 | 1990 | 1999 | 2011   | 2020   |
| -------------------------- | ---- | ---- | ---- | ---- | ---- | ---- | ------ | ------ |
| Einwohner                  | 4271 | 5553 | 8090 | 9040 | 9895 | 9527 | 10.299 | 10.126 |
| Quellen: Cassini und INSEE |      |      |      |      |      |      |        |        |

## Sehenswürdigkeiten
- Kirche Saint-Quirin aus dem Jahr 1500
- Bourloire du cercle Saint-Joseph (seit 2006 Baudenkmal)

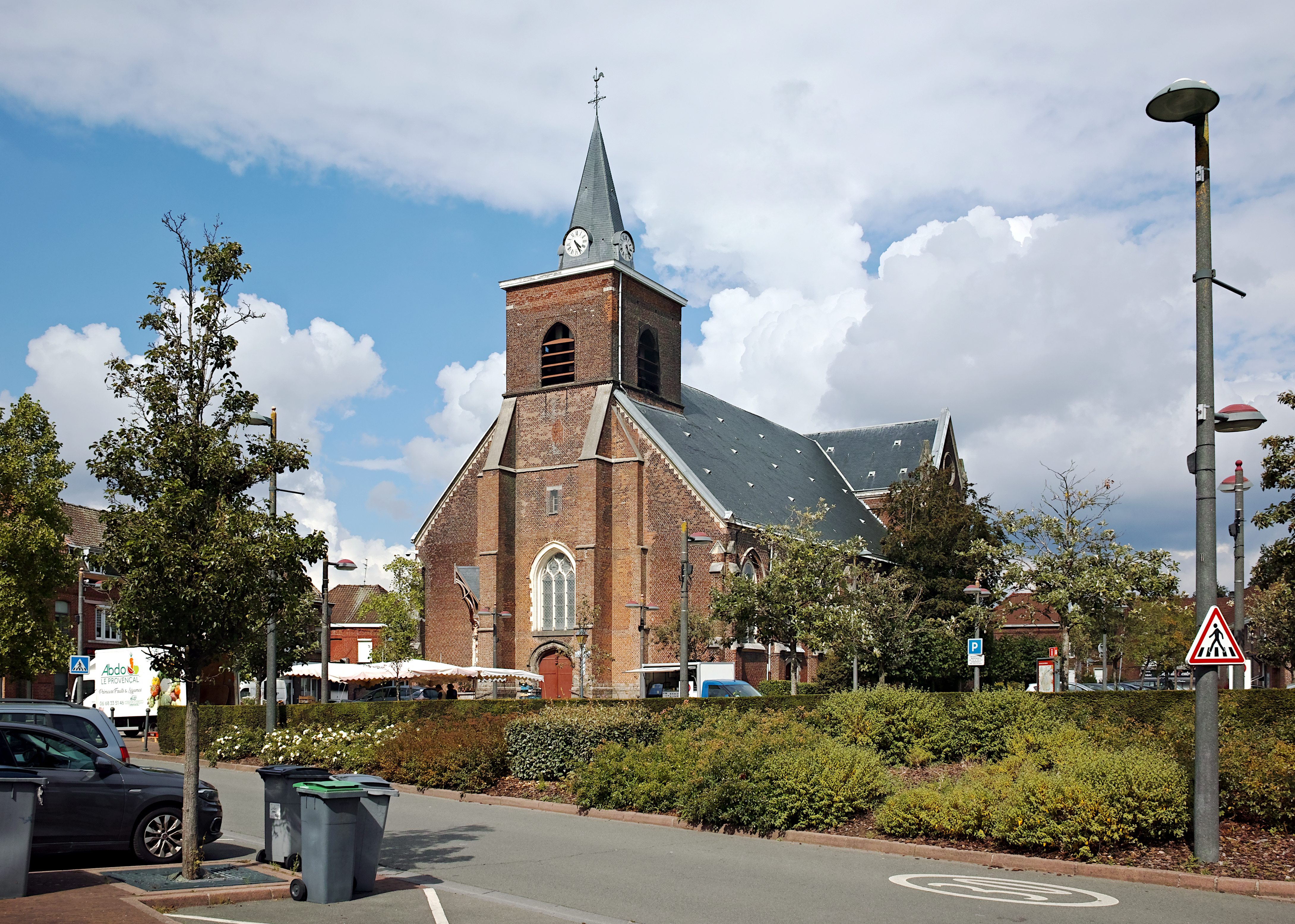
Kirche Saint-Quirin

## Gemeindepartnerschaften
Neuville-en-Ferrain unterhält Gemeindepartnerschaften mit folgenden Gemeinden:
- Offenbach an der Queich, Rheinland-Pfalz, Deutschland, seit 1992
- Keur Madiabel, Senegal, seit 2002

Mit der kanadischen Stadt Sainte-Anne-des-Plaines in der Provinz Québéc gibt es einen Freundschaftsvertrag.

## Persönlichkeiten
- Robert Desmettre (1901–1936), Wasserballspieler
- Noël Liétaer (1908–1941), Fußballspieler